# Pica-pau-etíope
O pica-pau-etíope (Dendropicos spodocephalus) ou pica-pau-cinzento-oriental  é uma espécie de ave piciforme da família Picidae que vive na África oriental. Algumas autoridades consideram-no como sendo uma subespécie do pica-pau-de-peito-cinzento.